# Nissan SilEighty

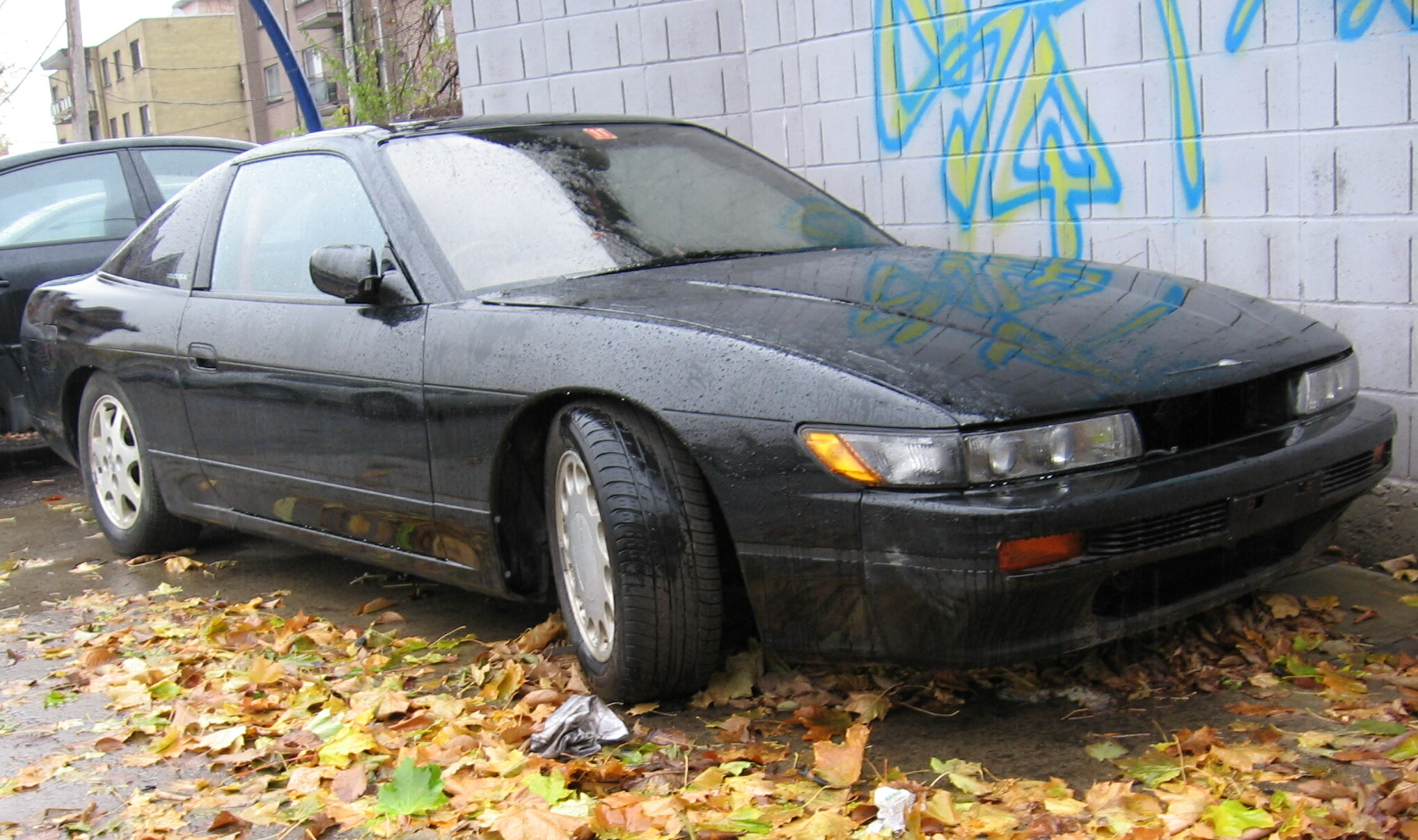
La voiture

Une Nissan SilEighty (シルエイティ, shirueithi) est une Nissan 180SX munie de la face avant (phares, pare-chocs, capot, etc.) de la Nissan Silvia, les deux voitures partageant la même base technique (plateforme S13, selon le code interne de Nissan). L'origine du nom est un mot-valise constitué du nom des deux voitures, « Sil », pour l'avant, et « Eighty », quatre-vingt en anglais, pour l'arrière.

## Genèse
À l'origine, la SilEighty, dont le nom peut aussi être orthographié Sil80, est une 180SX ayant eu la face avant endommagée, notamment lors de courses illégales. Afin de réduire le coût des réparations dû aux phares rétractables de leurs automobiles, de nombreux propriétaires greffaient la face avant de la Nissan Silvia, munie de phares simples et légers.
L'atelier japonais Kids Heart, spécialisé dans le tuning, s'est inspiré de ces modifications pour créer une série de 500 SilEighty, vendue uniquement en 1998. Ces automobiles, essentiellement basées sur la 180SX Type-X, se distinguent par des sigles « SilEighty » sur le hayon arrière et les vitres de custode ainsi que par une légère préparation portant la puissance du moteur à 230 ch grâce à un nouveau boîtier électronique et une augmentation de la pression de suralimentation. La suspension est raffermie et le différentiel à glissement limité est amélioré.

## Autres variantes
En Amérique du Nord, certains propriétaires de Nissan 240SX, version américaine des 180SX, transformaient leurs automobiles via l'importation de face avant de Nissan Silvia. Certains appellent alors cette conversion « Silforty », contraction entre le « Sil » de Silvia et le « forty », quarante en anglais, de 240SX. Cependant, nombreux sont ceux qui préfèrent utiliser l'appellation japonaise, plus largement diffusée dans les médias spécialisés.
Les coupés et cabriolets convertis ne sont pas considérés comme des SilEighty, car ces deux variantes de carrosseries sont considérées comme étant à l'origine des Silvia. On parle alors généralement d'une conversion en « Silvia JDM », JDM signifiant Japan Domestic Market, terme anglais désignant le marché intérieur japonais.
De manière inverse, la greffe d'une face avant de la 180SX sur une Silvia est parfois appelée « Onevia » au Japon, le nom étant basé sur le même principe que la SilEighty, « one » signifiant « un » en anglais. Il existe également des transformations basées sur la 180SX (S13) avec une face avant des générations suivantes de Silvia (S14 et S15).

## Culture populaire
- Dans Initial D, Mako Sato et Sayuki de l'équipe « Impact Blue » conduisent une Nissan SilEighty.
- Plusieurs des jeux Gran Turismo offrent une SilEighty pour l'achat ou comme prix pour accomplir certains buts.